# EXAFS
EXAFS (ang. Extended X-Ray Absorption Fine Structure) – metoda wykorzystania subtelnej struktury blisko progu absorpcji promieniowania X, służąca do wyznaczania struktury fazy skondensowanej. Metoda ta umożliwia przeprowadzanie badań materiałów amorficznych.
Wymagane jest użycie promieniowania o znacznym natężeniu i dlatego z reguły wykorzystuje się z promieniowanie synchrotronowe. Przechodzi ono przez braggowski monochromator o zmiennym i regulowanym nachyleniu, monitor, badaną próbkę oraz detekcyjną komorę jonizacyjną. Energie krawędzi absorpcji są określane dla każdego z pierwiastków. Interesujący jest przebieg krzywej absorpcji dla energii większych od krawędzi, w której zakodowane są informacje strukturalne które uzyskać można stosując transformatę Fouriera. Dodatkowo wyznacza się ile atomów, jakiego pierwiastka i w jakiej odległości znajduje się od atomu pierwiastka określonego przez krawędź absorpcji.
Przy użyciu tej metody można podać wzajemne odległości atomów z dokładnością 1,5 pm.